# Echyra nasuta
Echyra nasuta är en skalbaggsart som beskrevs av Marc Lacroix 1997. Echyra nasuta ingår i släktet Echyra och familjen Melolonthidae. Inga underarter finns listade i Catalogue of Life.